# Harald Sommer (Dramatiker)
Harald Sommer (12. Dezember 1935 in Graz – 19. März 2021 ebenda) war ein österreichischer Schriftsteller, der Milieudramen über Außenseiter der Gesellschaft verfasste, zum Teil im Dialekt.

## Leben und Werk
Der Autor wurde als Wilfried Somer geboren. „Da niemand fähig war, seinen Namen richtig auszusprechen und zu schreiben, reagierte er mit einem zweiten m und wurde Harald Sommer“, so kulturGarten. Neben seiner schriftstellerischen Tätigkeit übte Harald Sommer im Lauf der Jahre viele Berufe aus, er war Tankwart, Gärtner, Straßenbauarbeiter, Lkw-Fahrer. Im künstlerischen Feld betätigte er sich auch als Jazzmusiker und Zeichner.
Er wird der Grazer Gruppe zugerechnet, einer informellen Verbindung österreichischer Autoren, deren prominenteste Vertreter Wolfgang Bauer, Helmut Eisendle, Peter Handke, Elfriede Jelinek, Gert Jonke, Alfred Kolleritsch, Gerhard Roth und Michael Scharang waren. Die Grazer Gruppe war mit dem Forum Stadtpark verbunden, die Autoren, auch Harald Sommer, publizierten ihre Texte in der dort herausgegebenen Literaturzeitschrift Manuskripte.
1969 wurde sein Stück Die Leit im Rahmen des steirischen herbstes uraufgeführt, ein naturalistisches Dialektstück über einen Mutter-Tochter-Konflikt. Ute Radkohl spielte die Tochter, Gerti Pall die Mutter. Der Autor erhielt dafür den Jung-Dramatikerpreis. Mit dem nächsten Theatertext – A unhamlich stoarker obgang [Ein unheimlich starker Abgang] – sicherte er sich einen Platz in den Literaturgeschichtsbüchern, obwohl sich das Stück, wie Handkes Publikumsbeschimpfung (1966) oder Bauers Magic Afternoon (1968), nicht dauerhaft in den Spielplänen etablieren konnte. Der Literaturkritiker der konservativen Südost-Tagespost, Wolfgang Arnold, versuchte bereits im Vorfeld, die Aufführung zu verhindern. Doch auch der Autor war mit der Inszenierung von Bernd Fischerauer nicht zufrieden. Es spielten Ute Radkohl, Heinz Marecek und Branko Samarovski. Die Uraufführung wurde zum Skandal, mit Zwischenrufen empörter Grazer Bürger. Die Inszenierung wurde anschließend auch in München und Berlin gezeigt, in Basel folgte eine Spielfassung in schwyzerdütsch.
Harald Sommer ging nach München, später nach Berlin. 1972 verfilmte er für den ORF sein dialogisches Stück Der Sommer am Neusiedler See, besetzt mit Wolfgang Gasser und Louise Martini. 1973 inszenierte er am Wiener Volkstheater ein neues Stück, eine Paraphrase von Schillers Wilhelm Tell mit dem Titel Ich betone, dass ich nicht das geringste an der Regierung auszusetzen habe. Dieser Text hatte zuvor bereits das Interesse von Hilde Spiel geweckt, die in der FAZ eine wohlwollende Kritik veröffentlichte. Sie sah politischen Opportunismus noch subtiler dargestellt als im Herrn Karl von Helmut Qualtinger. Hauptdarstellerin war Gusti Wolf. Während die ideologie- und sprachkritischen Theatertexte nur selten auf der Bühne inszeniert wurden, gibt es eine Reihe von Hörspielfassungen, fallweise auch Verfilmungen. 1973 verfilmte Michael Verhoeven mit Katja Rupé und Elmar Wepper den Unheimlich starken Abgang für das Fernsehen.
1983 richtete der Autor in einer ehemaligen Fleischfabrik in Graz eine Avantgarde-Bühne ein, die nicht subventioniert wurde. Dort brachte er sein eigenes Stück Die Gemeindewohnung zur Aufführung, welches bis 1986 insgesamt 36 Vorstellungen erreichte. Er selbst spielte die Rolle des Teufels. Der Text beruht auf einer wahren Begebenheit, dem Fall eines Landtagsabgeordneten aus dem Burgenland, der Frauen auf der Suche nach einer Wohnung zu Sex nötigte. Danach begann die Phase des Vergessenwerdens. Gerhard Ruiss, Geschäftsführer der IG Autorinnen Autoren, des Dachverbands der österreichischen Schriftsteller, zählt Harald Sommer zu den wichtigsten Autoren „der neuen Generation in den 1960er und 1970er-Jahren, bevor er in den 1980er-Jahren nach und nach und in den 1990er-Jahren schließlich nahezu ganz vergessen wurde“.
1990 wurde vom ORF noch ein Hörspiel produziert, Alles in Butter, im Dezember 1991 trat der Autor beim Literaturfest der österreichischen Dialektautoren im Literaturhaus Salzburg auf, neben Gustav Ernst und Helmut Peschina. Es gab zahlreiche Projekte, Lyrik und einen Roman, doch fast alle unveröffentlichten Texte wie auch alle seine Zeichnungen sind verloren gegangen.

## Werke

### Theatertexte
- Die Leit, 1969, UA Graz, Frankfurt (am Main): Verlag der Autoren, 1970
- Ein unheimlich starker Abgang, 1970, UA Schauspielhaus Graz
- Die Hure Gerhild, 1971, UA Frankfurt/Main
- Tricki-Tracki, 1971, UA Frankfurt/Main
- Der Sommer am Neusiedler See, 1971, UA München
- Ich betone, daß ich nicht das geringste an der Regierung auszusetzen habe, 1973, UA Wien, Frankfurt am Main: Verlag der Autoren, 1981
- Das Stück mit dem Hammer, 1973, UA Köln
- Scheiß Napoleon, 1975, UA München
- Die Gemeindewohnung, 1984, UA Graz

### Hörspielfassungen
- 1970: Die Leit, ORF, Regie: Klaus Gmeiner
- Ein unheimlich starker Abgang
- 1971: Der fünfzehnte Geburtstag, ORF, Regie: Harald Sommer
- 1972: Der Sommer am Neusiedler See, SFB und BR (mit Walter Kohut und Louise Martini), Regie: Hans Bernd Müller; ORF 1973, Regie: Harald Sommer
- 1974: Das Stück mit dem Hammer, ORF, Regie: Harald Sommer
- 1975: Ich betone, daß ich nicht das geringste an der Regierung auszusetzen habe. Drei Akte und ein Vorspiel, SDR, Regie: Ulrich Gerhardt; ORF 1976, Regie: Harald Sommer
- 1976: Der Härtefall, Original-Hörspiel, Kriminalhörspiel, SWF, Regie: Peter Michel Ladiges; ORF 1981, Regie: Harald Sommer
- 1983: Wahnsinnig traurig, ORF, Regie: Harald Sommer
- 1987: Alles im Eimer, ORF
- 1990: Alles in Butter, ORF, Regie: Heinz Hartwig

### Filmfassungen
- 1972: Ein Sommer am Neusiedler See, ORF, Regie: Harald Sommer, auch ausgestrahlt von der ARD am 12. Juni 1973
- 1973: Ein unheimlich starker Abgang oder Sonja schafft die Wirklichkeit ab, BRD, Regie: Michael Verhoeven